# リターン・トゥ・グリーンデイル
『リターン・トゥ・グリーンデイル』（Return to Greendale）は、アメリカ系カナダ人のフォーク・ロック・ミュージシャン、ニール・ヤングとアメリカのロック・バンド、クレイジー・ホースのライブ・アルバムで、アルバム『グリーンデイル』のプロモーション・ツアー中の2003年に録音された。

## レコーディングとリリース
ヤングは2020年1月1日に自身のウェブサイトでグリーンデール・ライヴ・アルバムを発表し、1990年にクレイジー・ホースと行った『傷だらけの栄光』をサポートするツアーを収録した『ウェイ・ダウン・イン・ザ・ラスト・バケット』とともに年内にリリースする意向を示した。アルバムは当初6月19日にリリースされると発表されたが、その後延期され、11月6日にリリースされることになった。コンサート・フィルム版はサンフランシスコで上映され、ニール・ヤングのアーカイヴ・ウェブサイトのMovietoneセクションでも公開された。9月25日、ヤングはこのアルバムがコンパクト・ディスク、LPレコード、そしてドキュメンタリー映画『Inside Greendale』とともにブルーレイとDVDでリリースされることを明らかにした。

## 収録曲
1. "Falling from Above" – 7:41
2. "Double E" – 5:31
3. "Devil's Sidewalk" – 6:22
4. "Leave the Driving" – 6:33
5. "Carmichael" – 10:39
6. "Bandit" – 6:34
7. "Grandpa's Interview" – 13:23
8. "Bringin' Down Dinner" – 3:16
9. "Sun Green" – 12:18
10. "Be the Rain" – 8:19

## 参加ミュージシャン
ニール・ヤング & クレイジー・ホース
- ラルフ・モリーナ - ドラム、ヴォーカル
- ビリー・タルボット - ベース・ギター、ヴォーカル
- フランク・"ポンチョ"・サンペドロ - ウーリッツァー・エレクトリック・ピアノ
- ニール・ヤング - ギター、オルガン、ハーモニカ、ヴォーカル、アートディレクション、デザイン

制作スタッフ
- クリス・ベルマン - グラントマン・マスタリングにてマスタリング
- ゲイブ・バーチ - 「Bandit」のミキシング協力
- dhlovelife - アートディレクションとデザイン
- ジョン・ハンロン - 「Bandit」の編集とミキシング（ザ・ヴィレッジ）、マスター・トランスファーのアセンブリー
- ジョン・ハウズマン - 「Bandit」以外のミキシングアシスタント
- ジェームズ・マッツェオ - イラスト
- マウンテネッツ（トゥインク・ブリュワー、ナンシー・ホール、スーザン・ホール、ペギ・ヤング） - バッキング・ヴォーカル
- ティム・マリガン - レッドウッド・デジタルでの編集とミキシング（「Bandit 」を除く）
- ジョン・ノーランド - ミキシング・アシスタント
- ハリー・シタム - テクニカルサポート